# Lerp

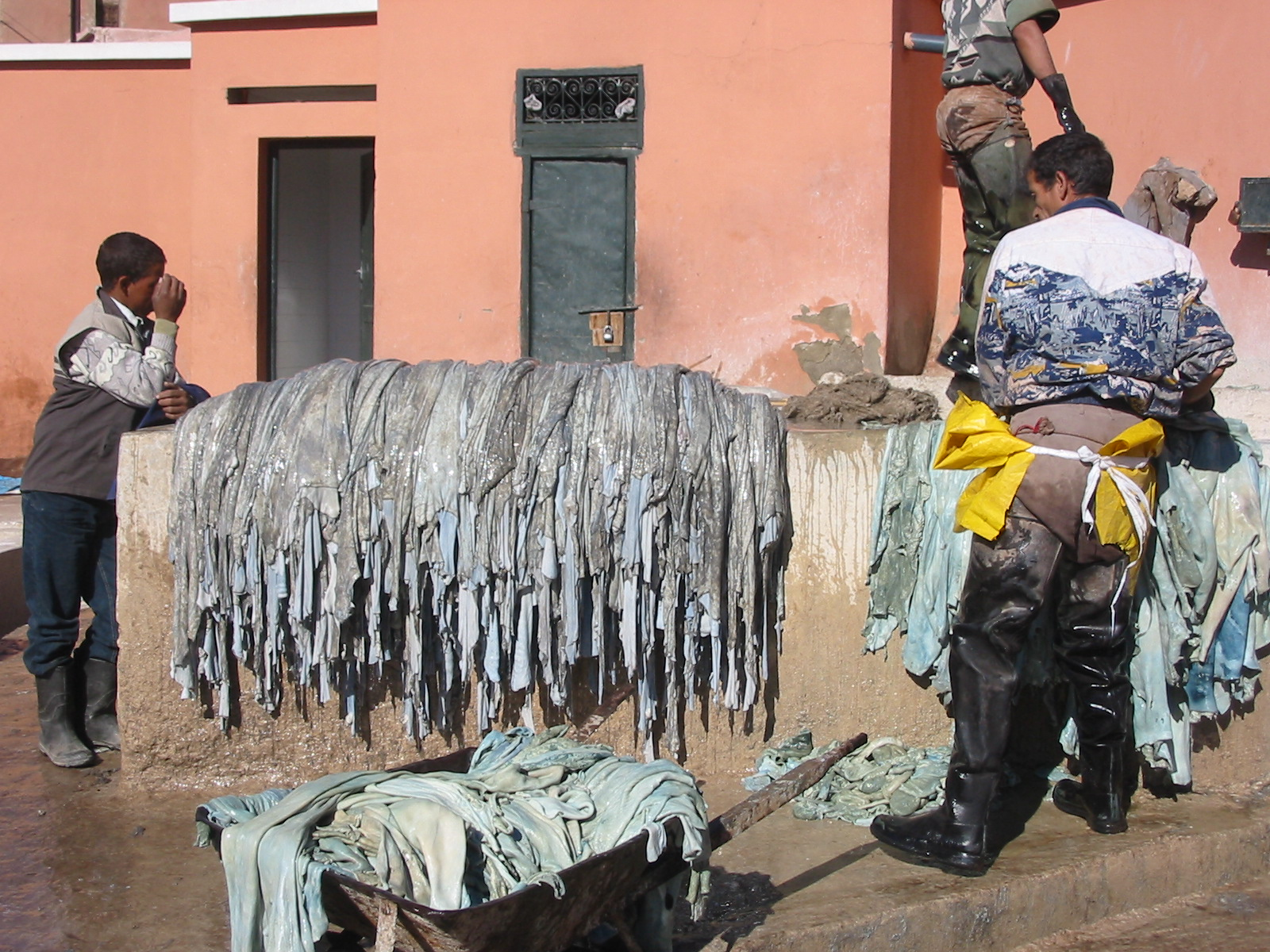
Repen net gelooid leer op de markt in Marrakech

Lerp is een verouderd woord voor een reep leer of papier. Het is mogelijk afkomstig uit het Fries en zou dan verwant zijn aan het Friese woord "larp" wat "afgescheurde reep" betekent. Het gaat dan om de repen leer vlak na het looien ontstaan.
Het woord staat niet in de Van Dale maar is wel te vinden in het Woordenboek der Nederlandsche Taal waar het verouderd wordt genoemd.

## Woordsoort
De Nederlandse taalkundige Stoett geeft in zijn boek over Nederlandse spreekwoorden en gezegden aan dat het mogelijk een afkorting zou zijn van het woord lederreep. Het komt voor in het zeventiende-eeuwse spreekwoord "van de lerp krijgen" wat zoveel betekent als "zweepslagen krijgen".

## Primaire en afgeleide betekenissen
In Noord Nederland werd het woord in de negentiende en begin vorige eeuw gebruikt als synoniem voor "zweep" of "tong", het wordt als zodanig anno 2007 nog steeds gebruikt in de Zaanstreek. Het is, als derivaat van de oorspronkelijke betekenis, ook een synoniem voor "lange slungel" en wordt dan vooral gebruikt door jongeren. In de uitgeverijwereld wordt lerp ook gebruikt voor een "lap tekst" in de opmaak.

## Andere betekenis
Een tweede betekenis is die van de stroperige honingdauw die afgescheiden wordt door kleine insecten in Zuidelijk Afrika en Australië, de Psyllidae, en die opdroogt op het blad tot een kleine harde doorschijnende structuur. Inheemse volkeren verzamelen deze om te eten. De herkomst van deze betekenis is uit een regionale taal.